# Ricadi
Ricadi község (comune) Olaszország Calabria régiójában, Vibo Valentia megyében.

## Fekvése
A megye nyugati részén fekszik, a Santa Eufemia-öböl partján. Határai: Drapia, Joppolo, Spilinga és Tropea.

## Története
A települést valószínűleg a 9. században a szaracén portyázások elől menekülő tengerparti lakosok alapították. Középkori épületeinek nagy része az 1783-as calabriai földrengésben elpusztult. A 19. század elején vált önálló községgé, amikor a Nápolyi Királyságban felszámolták a feudalizmust.

## Népessége
A népesség számának alakulása:

## Főbb látnivalói
- San Martino-templom
- Santa Zaccaria-templom
- Santa Lucia-templom
- San Pietro-templom
- San Paolo-templom
- San Michele-templom
- San Basilio-templom
- Santa Domenica-kápolna
- San Nicola-templom
- Grotta del Palombaro (tengerparti barlang)